# No Remorse Records (deutsches Musiklabel)
No Remorse Records war ein deutsches Heavy-Metal-Label, das von 1988 bis 1990 bestand. Betreiber war Charly Rinne. Der Schwerpunkt des Repertoires lag in Metal-Subgenres wie Speed (u. a. Blind Guardian) und Thrash Metal (u. a. Pyracanda). Die Dimple Minds waren als Fun-Punk-Band unter Vertrag.

## Veröffentlichungen (Auswahl)
- Blind Guardian – Battalions of Fear (1988)
- Centaur – Mob Rules the World (1990)
- Dimple Minds – Trinker an die Macht (1988)
- Grinder – Dead End (1989)
- Heavens Gate – In Control (1989)
- Pyracanda – Two Sides of a Coin (1990)
- Sacrosanct – Truth Is - What Is (1990)
- Wardance – Heaven Is for Sale (1990)